# Alkaioszi strófa
Az alkaioszi strófa a leszboszi költőnő Szapphó kortársáról, az i. e. 600 körül élt Alkaioszról kapta a nevét. A versszak a szintén róla elnevezett sorokból épül fel, méghozzá oly módon, hogy két nagy alkaioszi sort követ egy jambikus kilences, majd záró sorként egy kis alkaioszi sor. A nagy alkaioszi sor tizenegy szótagú sor, melynek törzsét öt jambus alkotja. Latin mintára a negyedik ütem anapesztussá alakult, az első és harmadik ütem pedig rendszerint spondeus. A kis alkaioszi sort négy trocheus alkotja, melyekből az első kettő ciklikus daktilus. 
Ütemképlete:
x – υ – | x – | υ υ | – υ | –
x – υ – | x – | υ υ | – υ | –
x – | υ – | x – | υ – | x
– υ υ | – υ υ | – υ | – x
Az alkaioszi versszak neves művelője volt Horatius. Erre utal Babits Mihály első kötetének In Horatium című kezdő versében, melyben az alkaioszi versszak alkalmazása kiemeli költeményének himnikus, emelkedett hangulatát:
Gyülöllek: távol légy, alacsony tömeg!
ne rezzents nyelvet: hadd dalolok soha
nem hallott verseket ma, múzsák
papja, erős fiatal füleknek.
Az alkaioszi versben szólal meg Berzsenyi Dániel több költeménye. A magyarokhoz: "Forr a világ bús tengere, ó magyar! / Ádáz Erynnis lelke uralkodik, / S a föld lakóit vérbe mártott / Tőre dühös viadalra készti." Fohászkodás:"Isten! kit a bölcs lángesze fel nem ér, / Csak titkon érző lelke ohajtva sejt: / Léted világít, mint az égő / Nap, de szemünk bele nem tekinthet". 
A modern kor versírói közül többek között József Attila alkalmazza például Juhász Gyulához írott versében: 
Bátyám, ki bortól mámoros éneket
Zengsz húrodon, Te, nézd a magyar hazát,
Csitítsd el Anna-kérő szíved
S öntsd az erőd a reménytelenbe.
Tóth Árpád Lomha gályán , illetve Juhász Gyula Fejfa 1919 című költeményében szintén az alkaioszi versszakot használja.